# Anke Wischnewski
Anke Wischnewski, née le 5 janvier 1988 à Annaberg-Buchholz, est une lugeuse allemande. Au cours de sa carrière, elle a remporté deux médailles au cours de mondiaux, une en argent en 2007 et une en bronze en 2005. Membre de l'équipe d'Allemagne qui domine les années 2000, elle a terminé à cinq reprises troisième du classement général de la Coupe du monde et se classe deuxième en 2013.

## Palmarès

### Jeux Olympiques d'hiver
- Vancouver 2010 : 5e.
- Sotchi 2014 : 6e.

### Championnats du monde
- Park City 2005 :  médaille de bronze en simple.
- Igls 2007 :  médaille d'argent en simple.

### Coupe du monde
- Première saison : 2001/2002.
- 2e en 2013.
- 3e en 2007, 2009, 2010, 2011, 2012.
- 47 podiums individuels : 
  - en simple : 2 victoires, 11 deuxièmes places et 33 troisièmes places.
  - en sprint : 1 troisième place.
- 2 podiums en relais : 2 victoires.

### Championnats d'Europe
- Oberhof 2013 :  médaille de bronze en simple.